# Mount Redifer
Mount Redifer är ett berg i Antarktis. Det ligger i Västantarktis. Nya Zeeland gör anspråk på området. Toppen på Mount Redifer är 2 050 meter över havet, eller 389 meter över den omgivande terrängen. Bredden vid basen är 1,5 km.
Terrängen runt Mount Redifer är kuperad åt sydväst, men åt nordost är den bergig. Trakten är obefolkad. Det finns inga samhällen i närheten.